# Edmund Jelinek
Edmund Jelinek (ur. 14 maja 1852 w Bisenz, zm. 19 kwietnia 1928 w Wiedniu) – austriacki chirurg, laryngolog.
Studiował na Uniwersytecie Wiedeńskim uzyskują doktorat 1877, praktykował w Wiedniu. W 1884 został lekarzem miejskim. Jako pierwszy zastosował kokainę do znieczulenia miejscowego.